# André Laporte
André Laporte (Oplinter, 12 juli 1931) is een Belgisch componist, muziekpedagoog, musicoloog, organist en programmamaker. Hij schreef het opgelegde werk voor de Koningin Elisabethwedstrijd voor viool van 1989.

## Levensloop
André Laporte studeerde orgel, piano, contrapunt en fuga aan het Lemmensinstituut te Mechelen bij Flor Peeters en Marinus de Jong en muziekwetenschap en moderne filosofie aan de K.U.Leuven (1953-1957). Hij voltooide zijn studie in de musicologie met een vergelijkende studie van Ludus Tonalis en de "Unterweisung im Tonsatz" van Paul Hindemith. Hij was tevens een student van de grote componist Karlheinz Stockhausen, vooral gedurende de Internationale Ferienkurse für Neue Musik (Internationale zomercursussen voor nieuwe muziek) van 1960 tot 1964 in de Duitse stad Darmstadt. In 1964 en 1965 volgde hij ook de cursussen voor nieuwe muziek te Keulen.
In 1968 wordt hij leraar aan het Koninklijk Conservatorium van Brussel, eerst als docent "Nieuwe Technieken", later als docent muziekanalyse, vormleer, harmonie en contrapunt-fuga. In 1988 wordt hij docent compositie. Hij was ook buitengewoon docent compositie aan de Muziekkapel Koningin Elisabeth. Onder zijn leerlingen bevonden zich onder meer Luc Brewaeys, Daniël Capelletti, Jan Van Landeghem, Bart Vanhecke en Peter Swinnen.
In 1972 richtte hij samen met Herman Sabbe een nieuwe Belgische afdeling op van de International Society for Contemporary Music (ISCM), waarvan hij tot in 2007 voorzitter was.
In 1963 treedt hij in dienst bij de BRT (nu VRT), eerst als producent "Nieuwe Muziek", daarna als programmacoördinator van BRT-3 (nu Klara). In 1989 wordt hij productieleider van het BRTN Filharmonisch Orkest en vier jaar later directeur van de artistieke ensembles van de omroep. Sinds 1996 is hij met rust.
Verschillende van zijn orkestwerken werden tijdens internationale en ISCM-festivals uitgevoerd in Warschau, Zagreb, Triëst, New York, Chicago, Hongkong, Madrid. Het oratorium La Vita non è sogno (1972) leverde hem in 1976 de Prix Italia op. In opdracht van Gerard Mortier componeerde hij van 1980 tot 1985 de opera Das Schloss op basis van Franz Kafka's gelijknamige roman. In 1989 tekende hij voor het plichtconcerto voor de Koningin Elisabethwedstrijd voor viool: Fantasia-Rondino con tema reale voor viool en orkest. In 1991 werd hij lid van de Koninklijke Vlaamse Academie van België voor Wetenschappen en Kunsten. Verder is hij lid van de Muziekraad voor Vlaanderen en ondervoorzitter van de Unie van Belgische Componisten.

## Composities

### Werken voor orkest
- 1970 Nachtmuziek, voor orkest
- 1977 Icarus' Flight (Le vol d'Icare) - (Ascension II), voor piano en instrumentaal ensemble
- 1978-1979 Transit, voor groot strijkorkest
- 1984 Orkestsuite Nr 1 uit de opera "Das Schloss
- 1987 Orkestsuite Nr.2 uit de opera "Das Schloss"
- 1988 Fantasia-Rondino con tema reale, concerto voor viool en orkest
- 1989 De ekster op de galg (La pie sur le gibet), voor orkest
- 1990 Testamento de Otoño, voor bariton, harp en strijkorkest
- 1991 Transit II voor recitant en strijkorkest
- 1994 Passacaglia serena, voor orkest
- 2006 Elegie voor Edison voor orkest
- 2014 Concertpiece voor klarinet en strijkorkest

### Werken voor harmonieorkest of koperensemble
- 1966 Jubilus, voor koperblazers (4 trompetten, 4 hoorns, 3 trombones, tuba) en slagwerk (3 percussiegroepen)
- 1976 Incontro notturno, voor 13 blaasinstrumenten en slagwerk
- 2000 Concerto grosso "La Creazione" (2000), voor groot harmonieorkest, celesta en slagwerk
- 2009 Exultation and Hymn voor brassband

### Muziektheater

#### Opera
| Voltooid in | titel       | aktes       | première                                              | libretto                                                                             |
| ----------- | ----------- | ----------- | ----------------------------------------------------- | ------------------------------------------------------------------------------------ |
| 1981-1986   | Das Schloss | 3 bedrijven | 16 december 1986, Brussel, Koninklijke Muntschouwburg | van de componist naar Max Brods toneelversie van de roman van Franz Kafka "Het Slot" |

### Vocale muziek

#### Oratoria
- 1972 La Vita non è sogno, oratorium voor spreker, tenor, bas, gemengd koor en orkest

#### Cantates
- 1969 Le morte chitarre, cantate voor tenor, dwarsfluit en strijkorkest

#### Werken voor koor
- 1956 Psalm, voor zes stemmen en koperblazers
- 1960 Voor een dag van morgen" (ged.H.Andreus)
- 1968 De Profundis, voor gemengd koor
- 1979 Eight Songs of Innocence, voor kinderkoor a capella
- 2001 Stemmen uit het laagland" voor recitant, 2 slagwerkers en gemengd koor

#### Liederen
- 1975 Chamber music, voor sopraan en instrumentaal ensemble (dwarsfluit, klarinet, viool en piano)
- 1992 How oft, when thou, my music..., voor hoge zangstem en piano
- 1999 Momenti d'estasi, voor sopraan (of tenor) en piano

### Kamermuziek
- 1964 Sequenza I voor klarinet-solo
- 1965 Sequenza II, voor vier klarinetten (3 klarinetten en basklarinet)
- 1967 Story (Actus quasi-tragicus)( voor 2 violen, cello en klavecimbel)
- 1967 Ludus Fragilis voor hobo-solo
- 1968 Inclinations voor fluit-solo
- 1973 Péripétie, voor kopersextet
- 1974 Arboreal, voor piano en bandrecorder
- 1976 Harry's Wonderland..., voor basklarinet en 2 bandrecorders
- 1980 A Flemish Round, voor vier instrumenten
- 1991 Divertimento accademico I, voor strijkkwartet
- 1991 Winter pastorale, voor 4 fagotten en contrafagot
- 1993 Seven Visions from the Apocalypse of Saint John, voor orgel en trompet
- 1994 Litanie con epitaffio, voor dwarsfluit, basklarinet, viool, altviool, cello, piano en slagwerk
- 1996 Introduzione e scherzo, voor dwarsfluit en piano
- 1997 Divertimento accademico II, voor hobo, klarinet, fagot en piano)
- 1998 Tribute to G.G., voor altsaxofoon en piano
- 1999 Rise and fall, voor 2 hobo's, 2 klarinetten, 2 hoorns, 2 fagotten en contrafagot
- 2002 From a Pomo's Diary", voor pianokwartet
- 2003 Invocazioni" voor hoorn solo
- 2005 Rieten-Ritueel, voor 4 hobo's, 2 oboi d'amore, 2 althobo's, fagot en contrafagot
- 2007 Greenpiece", voor piano en houtblazerskwintet
- 2007 Postscriptum" voor houtblazerskwintet
- 2016 Meditation on 85" voor 5-snaren altviool

### Werken voor orgel
- 1958 Fuga in de phrygische toonaard"
- 1962 Ostinato
- 1952 Twee koraalvoorspelen op Oudnederlandse liederen
- 1993 Seven Visions from the Apocalypse of Saint John voor orgel en trompet
- 1994 Passacaglia serena" (op de naam Kamiel D'Hooghe)
- 2004 Out of Darkness into Light zeven manieren voor orgel

### Werken voor piano
- 1954 Sonate
- 1967 Ascension
- 1997 Three pieces
- 2002 Toccataglia
- 2012 Graffiti on a royal ground" voor piano en klankband

### Werken voor gitaar
- 1956 Introduction et fughetta

## Onderscheidingen
- 1958 Prijs Lemmens-Tinel
- 1976 Prix Italia (Bologna)
- 2003 Visser-Neerlandia Muziekprijs 2002
- 2006 Erelid International Society for Contemporary Music
- 2006 Erelid Koninklijke Vlaamse Academie van België
- 2006 Grootofficier in de Leopoldsorde
- 2008 René Snepvangers-Prijs (Vereniging van de Belgische Muziekpers)
- 2013 Klara Carrièreprijs